# Kajsa Strinning

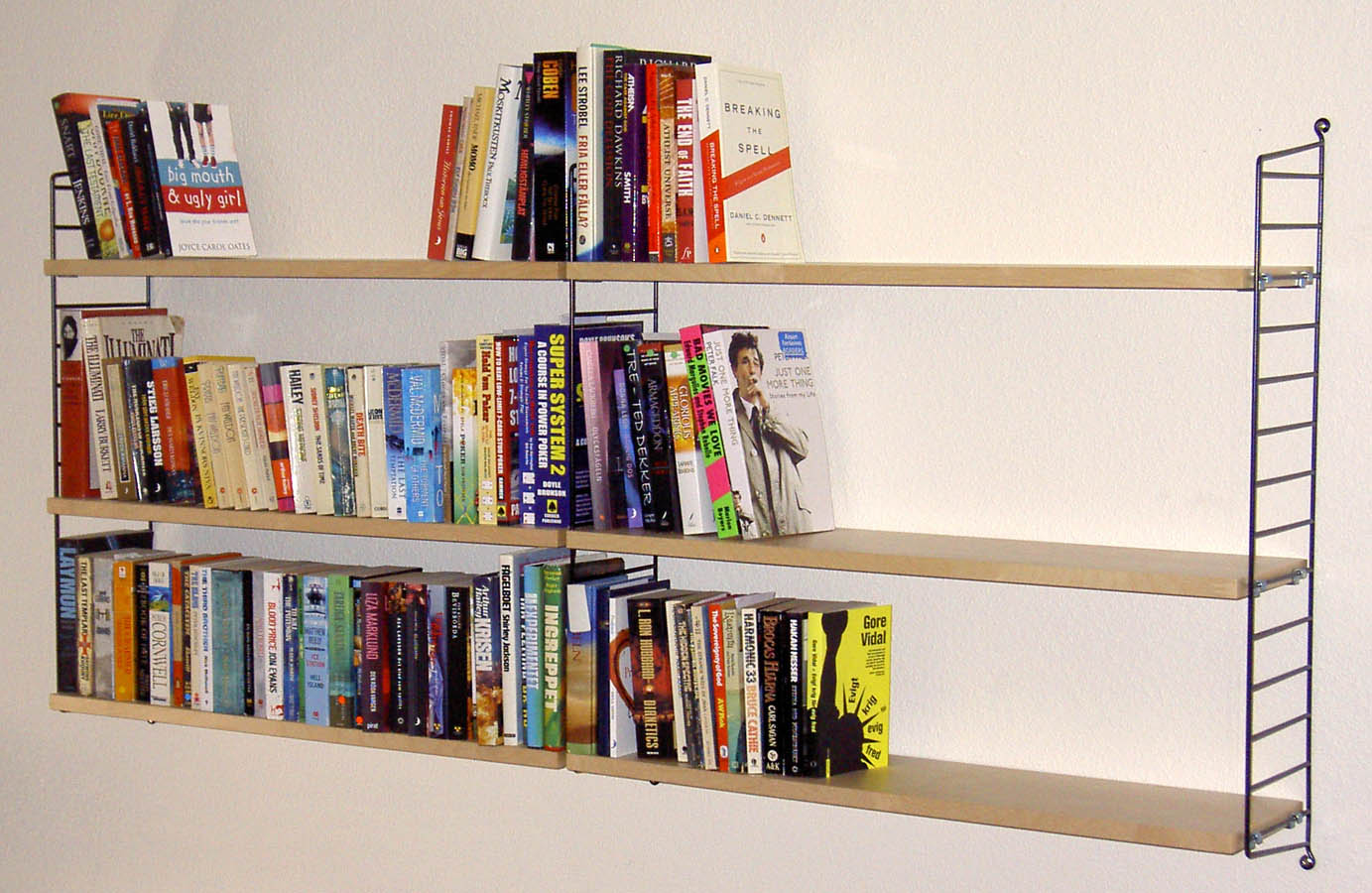
Etagère String

Kajsa Strinning, Karin Gunnel Birgitta Strinning, née Svanholm le 27 janvier 1922 à Ytterlännäs en Ångermanland en Suède, décédée le 20 décembre 2017 était une aquarelliste, architecte et designer suédoise. Avec son mari Nisse Strinning, elle créa notamment le système d'étagère classique String, ainsi que le séchoir Elfa.
Kajsa Strinning est représentée au Musée National de Suède à Stockholm.